# Хенрик Шеринг
Хенрик Болеслав Шеринг (на полски: Henryk Bolesław Szeryng) е мексикански цигулар от полски произход, един от най-изтъкнатите представители на съвременното музикално изпълнителско изкуство.

## Биография
Роден е на 22 септември 1918 г. във Варшава, Полша, в еврейско семейство. Получава музикалното си образование във Варшава и Берлин; сред неговите учители са Карл Флеш и Жак Тибо. При дебютното си изпълнение през 1933 г. изпълнява Концерта за цигулка и оркестър на Йоханес Брамс.
Следват (до 1939 г.) курсове по композиция в Париж при знаменитата Надя Буланже. По време на Втората световна война и нацистката окупация, Шеринг е принуден да напусне Европа. Трайно се установява в Мексико, където от 1948 г. преподава в Музикалния факултет на Мексиканския университет.
Шеринг е изтъкнат изпълнител на множество произведения от цигулковия репертоар – творбите на Йохан Себастиан Бах, Волфганг Амадеус Моцарт, Йоханес Брамс, Менделсон, Ян Сибелиус, Сергей Прокофиев. Знаменити са изпълненията му, заедно с Артур Рубинщайн, на сонатите за пиано и цигулка на Лудвиг ван Бетховен. Работил е с българския камерен състав „Софийски солисти“, преподавал е на цигуларката Елмира Дърварова.
Получава световно признание, като един от най-добрите изпълнители на творбите на Бах.